# Théorème du sandwich au jambon

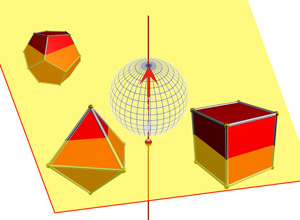
Le théorème du sandwich au jambon affirme l'existence d'un plan qui coupe chacun des trois solides en deux parties de volumes égaux.

En mathématiques, le théorème du sandwich au jambon, ou théorème de Stone-Tukey, s'exprime, de façon imagée, comme la possibilité de couper en quantités égales, d'un seul coup de couteau, le jambon, le fromage et le pain d'un sandwich. Il se formalise et se généralise en dimension quelconque.

## Énoncé
Étant donné n parties Lebesgue-mesurables et de mesures finies d'un espace euclidien de dimension n, il existe au moins un hyperplan affine divisant chaque partie en deux sous-ensembles de mesures égales.

## Historique
Le théorème est parfois appelé théorème de Stone-Tukey, d'après Arthur Stone et John Tukey. Hugo Steinhaus avait conjecturé ce théorème dans le Livre écossais. Il a été aussitôt démontré en 1938 par Stefan Banach à l'aide du théorème de Borsuk-Ulam.

## Démonstration
Soient {\displaystyle A_{1},\ldots ,A_{n}} les n parties de {\displaystyle \mathbb {R} ^{n}}, de mesures finies {\displaystyle V_{1},\ldots ,V_{n}}, que l'on souhaite couper en deux parties d'égale mesure (en dimension n = 3, la figure illustre la preuve avec, pour {\displaystyle A_{1},A_{2},A_{3}}, des solides de Platon en orange et rouge, la solution est ici le plan défini par les trois centres).
Ayant fixé un vecteur {\displaystyle x} de la sphère {\displaystyle S^{n-1}}, on considère, pour tout réel {\displaystyle t}, l'hyperplan affine orthogonal à {\displaystyle x} passant par {\displaystyle tx}, et le demi-espace délimité par cet hyperplan et contenant {\displaystyle (t+1)x}. Le volume {\displaystyle V_{i}(t,x)} de l'intersection de {\displaystyle A_{i}} et de ce demi-espace est une fonction continue de {\displaystyle (t,x)} et vérifie :
Comme de plus {\displaystyle t\mapsto V_{1}(t,x)} est une fonction décroissante de {\displaystyle t}, qui tend vers 0 quand {\displaystyle t} tend vers {\displaystyle +\infty } et vers {\displaystyle V_{1}} quand {\displaystyle t} tend vers {\displaystyle -\infty }, l'ensemble des réels {\displaystyle t} tels que {\displaystyle V_{1}(t,x)=V_{1}/2} est un segment non vide {\displaystyle [t'(x),t''(x)]} qui vérifie {\displaystyle [t'(-x),t''(-x)]=[-t''(x),-t'(x)]}. Son milieu {\displaystyle t(x)={\frac {t'(x)+t''(x)}{2}}} est donc une fonction continue impaire de {\displaystyle x} vérifiant {\displaystyle V_{1}(t(x),x)=V_{1}/2} pour toute direction {\displaystyle x}.
Par composition, la fonction
{\displaystyle f:S^{n-1}\to \mathbb {R} ^{n-1},x\mapsto (V_{2}(t(x),x),\dots ,V_{n}(t(x),x))}
est également continue. On peut donc lui appliquer le théorème de Borsuk-Ulam, ce qui fournit une direction {\displaystyle x} telle que {\displaystyle f(x)=f(-x)}. Pour un tel {\displaystyle x}, l'hyperplan orthogonal à {\displaystyle x} et passant par {\displaystyle t(x)x} coupe les {\displaystyle A_{i}} pour {\displaystyle i=2,\ldots ,n} en deux morceaux de même mesure car
{\displaystyle V_{i}(t(x),x)=V_{i}(t(-x),-x)=V_{i}(-t(x),-x)=V_{i}-V_{i}(t(x),x).~}
Ainsi, {\displaystyle V_{i}(t(x),x)=V_{i}/2} est vrai pour {\displaystyle i=2,\ldots ,n} par choix de {\displaystyle x} et pour {\displaystyle i=1} par définition de {\displaystyle t(x)}.